# Platypalpus ballucatus
Platypalpus ballucatus är en tvåvingeart som beskrevs av Axel Leonard Melander 1927. Platypalpus ballucatus ingår i släktet Platypalpus och familjen puckeldansflugor. Inga underarter finns listade i Catalogue of Life.